# City Center Landshut
City Center Landshut (CCL) — торговый центр, расположенный рядом с районом Альтштадт нижнебаварского города Ландсхут. В здании находятся более четырёх десятков магазинов и кинотеатр, рассчитанный на 1600 зрителей и имеющий одиннадцать кинозалов. Планирование постройки крупного городского торгового комплекса стоимостью в 70 миллионов евро началось в 1998 году; само строительство началось в 2001 году и завершилось 23 октября 2003 года (кинотеатр был открыт на месяц позже).